# جوزيف غيلدرز
جوزيف سيدني غيلدرز (20 نوفمبر 1898-1 مارس 1950) فيزيائي أمريكي أصبح فيما بعد مناهضًا للعنصرية وناشطًا في مجال الحقوق المدنية ومنظمًا للعمال وشيوعيًا. في منتصف الثلاثينيات، شغل منصب سكرتير جنوب الولايات المتحدة للجنة الوطنية للدفاع عن السجناء السياسيين. في سبتمبر 1936، اختُطف غيلدرز وضُرب وكاد يقتل من قبل أعضاء كو كلوكس كلان بسبب نشاطه في الحقوق المدنية وأنشطة تنظيم العمل. بعد شفائه، واصل غيلدرز نشاطه وشارك في تأسيس المؤتمر الجنوبي لرعاية الإنسان واللجنة الوطنية لإلغاء ضريبة الاستطلاع. تعاون بشكل وثيق مع نشطاء آخرين بما في ذلك لوسي راندولف ماسون وفيرجينيا فوستر دور. أدت الإصابات الداخلية التي أصيب بها خلال عملية الاختطاف والاعتداء إلى وفاة غيلدرز في 1 مارس 1950.

## النشأة والتعليم
ولد غيلدرز في 20 نوفمبر 1898 في برمنغهام، ألاباما، لعائلة من أصل يهودي ألماني. كان ابن بلانش لوب، من ولاية مسيسيبي، ولويس غيلدرز، صاحب مطعم ورجل أعمال في مجال العقارات. كانت أخته الكبرى المؤلفة إيما غيلدرز ستيرن، وكان شقيقه لويس غيلدرز الابن مهندسًا معماريًا في نيويورك. التحق غيلدرز بجامعة ألاباما لمدة عام ونصف قبل الالتحاق بمعهد ماساتشوستس للتكنولوجيا لمدة عام. عاد غيلدرز إلى برمنغهام وانضم إلى الفيلق الأمريكي. عمل في العديد من الوظائف بما في ذلك المساعد الثالث في الفرن المفتوح لشركة تينيسي للفحم والحديد والسكك الحديدية. حاول غيلدرز تشغيل وكالة لبيع السيارات ولكن دون جدوى. في عام 1929، عاد إلى جامعة ألاباما وأكمل درجتي البكالوريوس والماجستير. بعد تخرجه في عام 1930، عمل غيلدرز في الجامعة بمنصب أستاذ مساعد للفيزياء لمدة خمس سنوات وكان أيضًا رئيسًا لمختبر الفيزياء.

## نشاطه
أثناء عمله في جامعة ألاباما، أصبح غيلدرز أكثر وعيًا بالإجراءات القمعية المناهضة للعمال. كان مهتمًا بتنظيم العمل، وانضم إلى الحزب الشيوعي خلال فترة الكساد الكبير. كان الحافز لنشاطه في مجال الحقوق المدنية وجهود تنظيم العمل هو إضراب عمال المناجم الخام عام 1934 والذي أدى إلى وفاة العديد من عمال المناجم السود. بدأ غيلدرز وزوجته إستر باستضافة مجموعة مناقشة أسبوعية للطلاب. في عام 1935، ساعد الطلاب في صياغة عريضة ضد مشروع قانون الولاية لمكافحة التحريض. في مايو 1935، حضر غيلدرز مؤتمرًا جنوبيًا حول الحريات المدنية استضافته الجماعات اليسارية في مونتيغل بولاية تينيسي. تأثر بقصص الشيوعيين، بما في ذلك بلين أوين، عن الضرب والمداهمات غير القانونية. في أغسطس 1935، انضم إلى اللجنة الوطنية للدفاع عن السجناء السياسيين. في خريف عام 1935، استقال غيلدرز من جامعة ألاباما لمتابعة الدفاع عن الحريات المدنية بدوام كامل. انتقل إلى مدينة نيويورك للعمل كسكرتير للجنة الوطنية. أنشأ لجنة ألاباما للعمل في قضية سكوتسبورو بويز. حقق غيلدرز أيضًا في إنكار الحريات المدنية في شركة آر سي إيه في نيو جيرسي. في صيف عام 1936، عمل غيلدرز على إطلاق سراح منظم الحزب الشيوعي جاك بارتون، الذي حكم عليه بالسجن لمدة 180 يومًا لحيازته أدبيات شيوعية". في أغسطس 1936، أصبح الممثل الجنوبي للجنة الدفاع عن السجناء السياسيين.

### الاختطاف والاعتداء
في الساعة 11:30 مساءً يوم 23 سبتمبر 1936، كان غيلدرز في طريقه إلى منزله من اجتماع الدفاع العمالي الدولي عندما اختُطف في أحد شوارع برمنغهام وجلده بحزام جلدي. قرأ الخاطفون الوثائق المتعلقة بسكوتسبورو بويز الخاصة بغيلدرز واستهزأوا بها، واصفين إياه بالأحمر الملعون وعاشق الزنوج. بعد احتجاج وطني، أمر حاكم ولاية ألاباما بيب جريفز، الذي كان له صلات مع كو كلوكس كلان، بإجراء تحقيق لشرطة الولاية وأذن بمكافأة 200 دولار (ما يعادل 3730 دولارًا أمريكيًا في عام 2020). عثرت الشرطة على أربعة مشتبه بهم، ثلاثة منهم تعرف عليهم غيلدرز. كان أحدهم موظفًا في شركة تينيسي للفحم والحديد والسكك الحديدية. تشير بعض الروايات إلى أنهم كانوا أعضاء في كو كلوكس كلان. على الرغم من التحقيق الإضافي الذي أجرته لجنة لا فوليت، لم تُقدم بحقهم لوائح اتهام. في رسالة خاصة إلى الحاكم، أشار كبير المحققين، جي سي غايلز، إلى أن الاعتبارات الاقتصادية ستمنع الإدانات.